# Real decreto legislativo
El real decreto legislativo es un decreto legislativo propio de países con monarquía parlamentaria como España. 
Es una norma jurídica con rango de ley, que emana del poder ejecutivo central, en virtud de delegación expresa efectuada por el poder legislativo (Cortes Generales) a través de una ley de bases.
La técnica del real decreto legislativo tiene su función en diversos ámbitos, y depende de qué ámbito se trate la ley de delegación será una u otra:
1. Para la elaboración de textos refundidos de diversas leyes, favoreciendo la compilación en un solo cuerpo legal de distintas normas jurídicas dispersas, se delegará la potestad legislativa al gobierno mediante una ley ordinaria que establecerá en todo caso los límites y el contenido de la legislación delegada.
2. Para la elaboración de textos articulados, habiendo aprobado previamente el poder legislativo una ley de bases, que sirve como marco de referencia y límite

## España
Este tipo de norma se encuentra regulada en la Constitución española de 1978, en los artículos 82 a 85, refiriéndose a ellos como «decretos legislativos». El apelativo de «real» viene dado porque es un miembro del Gobierno el que propone al rey la expedición de estos decretos, su publicación y cumplimiento.
Las Cortes Generales deciden delegar en el Gobierno la potestad legislativa. Las Cortes habilitan de manera expresa una ley delegatoria o ley de bases, con el motivo de dar permiso al Gobierno para modificar una situación. Esta delegación será de obligatorio cumplimiento. Ha de referirse a una materia concreta y delimitarse bien el alcance, así como los criterios inspiradores. El Consejo de Ministros aprueba el decreto legislativo. Se prohíbe la delegación en materia propia de ley orgánica.
El poder ejecutivo debe ceñirse al ámbito de la delegación. Por ello, si se le ha solicitado redactar un texto refundido de normas legales, sería ilegal y nulo que el Ejecutivo cambiase la regulación de fondo existente.